# Raubling
Raubling – miejscowość i gmina w Niemczech, w kraju związkowym Bawaria, w rejencji Górna Bawaria, w regionie Südostoberbayern, w powiecie Rosenheim. Leży około 8 km na południe od Rosenheimu, nad rzeką Inn, przy autostradzie A8, A93, drodze B15 i linii kolejowej Monachium – Innsbruck.

## Dzielnice
- Raubling-Ort
- Redenfelden
- Pfraundorf
- Kirchdorf
- Nicklheim
- Grossholzhausen
- Kleinholzhausen
- Reischenhart
- Thalreit
- Aich
- Moos
- Grünthal

## Demografia
Dane o ludności z 31 grudnia 2008:
| Opis                                | Ogółem | Ogółem | Kobiety | Kobiety | Mężczyźni | Mężczyźni |
| ----------------------------------- | ------ | ------ | ------- | ------- | --------- | --------- |
| Jednostka                           | osób   | %      | osób    | %       | osób      | %         |
| Populacja                           | 11 358 | 100    | 5854    | 51,54   | 5504      | 48,46     |
| Wiek przedprodukcyjny (0–17 lat)    | 2220   | 19,55  | 1078    | 9,49    | 1142      | 10,05     |
| Wiek produkcyjny (18–65 lat)        | 7040   | 61,98  | 3584    | 31,55   | 3456      | 30,43     |
| Wiek poprodukcyjny (powyżej 65 lat) | 2098   | 18,47  | 1192    | 10,49   | 906       | 7,98      |

## Polityka
Wójtem gminy jest Olaf Kalsperger z CSU, wcześniej urząd ten obejmował Josef Neiderhell, rada gminy składa się z 24 osób.
|      | CSU | SPD | FW | Zieloni | Razem |
| 2008 | 13  | 5   | 5  | 1       | 24    |
| 2002 | 14  | 5   | 5  | -       | 24    |